# Halim
| Оценки критиков  | Оценки критиков |
| Источник         | Оценка          |
| ---------------- | --------------- |
| Allmusic         | ссылка          |
| Robert Christgau | [ 1 ]           |

Halim — второй студийный альбом бельгийской певицы Наташи Атлас, вышедший в 1997 году.

## Об альбоме
Все композиции с альбома написаны ею и её друзьями и ранее нигде не исполнялись. Альбом посвящён памяти египетского певца Хафеза Абдель Халима.

## Список композиций
1. «Marifnaash» (Atlas, John Reynolds, Justin Adams) — 4:49
2. «Moustahil» — 3:33
3. «Amulet» — 4:59
4. «Leyli» — 3:42
5. «Kidda» (Atlas, Reynolds, Adams) — 5:10
6. «Sweeter Than Any Sweets» — 6:00
7. «Ya Weledi» — 7:10
8. «Enogoom Wil, Amar» (Atlas) — 6:45
9. «Andeel» (Atlas) — 5:56
10. «Gafsa» (Atlas, Reynolds, Adams) — 6:37
11. «Y Albi Ehda» (Atlas, Essam Rashad) — 9:00
12. «Agib» (Atlas, Reynolds, Adams) — 7:34

### Бонус-треки
Все бонус-треки входят в специальное издание альбома.
1. «L'Égyptienne» featuring Les Négresses Vertes (Atlas, Matthias Canavese, Stéfane Mellino, Michel Ochowiak) — 3:28
2. «Duden» (Spooky remix) (Atlas, Dubulah, ManTu, Ahlan) — 6:59

## Чарты
| Чарт (1997)     | Высшая позиция |
| --------------- | -------------- |
| UK Albums Chart | 128            |